# أبو يحيى الليبي
أبو يحيى الليبي (1 يناير 1963 - 4 يونيو 2012) المسؤول الثاني في تنظيم القاعدة بعد أيمن الظواهري وهو جهادي بارز في صفوف القاعدة بعد فراره عام 2005 من سجن أمريكي في أفغانستان وأصبح العقل المدبر لماكينة الدعاية في التنظيم وملهماً للجهاديين وكان مصدر الهام للناشطين لما يتمتع بصفات دينية لم يحظ بها القادة الآخرون. وقد أعلنت الولايات المتحدة عن مكافأة بقيمة مليون دولار لمن يعثر عليه. تعرض لمحاولة اغتيال من طائرة بدون طيار تابعة لوكالة الاستخبارات المركزية الأمريكية سي آي ايه في المناطق القبلية الباكستانية.
ولد الليبي في 1963 في ليبيا واسمه الحقيقي محمد عبد المجيد حسن قائد وكان غير معروف تقريبا قبل فراره عام 2005 من سجن قاعدة باغرام الأمريكية في أفغانستان مما أدى إلى ترقيته إلى أعلى رتب التنظيم. وبعد الاستيلاء على مفتاح للزنزانة تسلل الليبي وثلاثة إسلاميين آخرين من أمام حراسهم و فرّوا من السجن ما سبّب إحراجا للولايات المتحدة وحلفائها وفخراً لدى القاعدة ومناصريها. وبعد فراره بدأ بالظهور في أشرطة الفيديو التي تبثها الذراع الإعلامية للقاعدة «السحاب» والترويج لقضية الجهاد ورسالته ونقلها إلى الجيل الجديد من الناشطين. والليبي معروف عنه بأنه شاعر وخطيب ماهر ويحمل شهادة عملية في الكيمياء وعاش حياة متخفية على الدوام لكنه خرج إلى دائرة الضوء عبر خطاباته في تسجيلات مرئية. وكان من أشد منتقدي الجيش الباكستاني معتبرا أن عناصره عملاء يتقاضون أجورا من الولايات المتحدة.

## وفاته
خرج زعيم تنظيم القاعدة أيمن الظواهري في تسجيل مصور ينعي فيه أبو يحيى الليبي قائلاً: «أزف للأمة الإسلامية وللمجاهدين ولأمير المؤمنين الملا محمد عمر والمجاهدين في ليبيا نبأ استشهاد أسد ليبيا وضرغامها الشيخ حسن محمد قائد»، في إشارة إلى الليبي.
ودعا أيمن الظواهري في الشريط ذاته إلى قتال من سماهم الصليبيين بقوله «يا أمة الإسلام ويا أحرار ليبيا أحفاد عمر المختار، فها هو أبو يحيى سار على دربه وقاد المجاهدين مثله وطلب العلم مثله ثم قتله الصليبيون مثله، إن دمائه تصيح بكم وتستنهضكم وتحرضكم على قتل وقتال الصليبين فلا تتخاذلوا وتتخلوا عنها».
ورجحت الولايات المتحدة وكذلك مسؤولون في المخابرات الباكستانية في يونيو/حزيران الماضي أن أبو يحيى الليبي ربما قُتل في هجوم شنته طائرة أميركية من دون طيار في منطقة شمال وزيرستان القبلية بباكستان.
وقد ربط بعض المحللين السياسيين مقتل السفير الأمريكي في ليبيا كريستوفر ستيفنز بعد ذلك بأيام أنه بمثابة انتقام من تنظيم القاعدة بعد تحريض أيمن الظواهري، وقد نقل مركز «سايت» - عن بيان للتنظيم - «أن وفاة الشيخ أبو يحيى الليبي قد أثارت الحماسة والعزم في نفوس أبناء عمر المختار للانتقام ممن سخروا من نبينا».